# دردار أندروسوفي
دردار أندروسوفي (الاسم العلمي: Ulmus androssowii) هو نوع نباتي يتبع جنس الدردار من فصيلة الدردارية.